# (33834) 2000 ES158
2000 ES158 (asteroide 33834) é um asteroide da cintura principal. Possui uma excentricidade de 0.18818940 e uma inclinação de 11.66425º.
Este asteroide foi descoberto no dia 12 de março de 2000 por LONEOS em Anderson Mesa.